# Turricula thurstoni
Turricula thurstoni é uma espécie de gastrópode do gênero Turricula, pertencente a família Clavatulidae.